# 北京能源國際
北京能源國際控股有限公司，簡稱北京能源國際控股、北京能源國際（英語：Beijing Energy International Holding Co., Ltd.，港交所：686），前稱金保利新能源、聯合光伏集團有限公司、熊貓綠色能源集團有限公司，是一間在香港上市的中國投資控股公司。公司是在2011年1月18日，由太益控股有限公司借殼上市而來。初時業務主攻製造及經銷太陽能電池，並與國家社科院攜手研發新型太陽能電池。公司總部位於香港。
2020年熊猫绿能公司发生大股东转变，招商局退为第二大股东，新大股东为京能集團

## 歷史
旗下金保利（泉州）科技實业有限公司，經營製造及經銷太陽能電池等，也就是在2010年中，洪祖杭家族收購股權，把太陽能業務注入本公司，前名譽主席為洪祖杭在2014年3月27日退任。
2012年11月，招商新能源集團借殼金保利新能源，注入部分資產並取得大股東地位。該批資產由子公司「招商新能源控股」擁有，該子公司其後改名「中國太陽能電力集團」。
2013年12月11日金保利新能源建議更改公司名稱，由金保利新能源更改為「聯合光伏集團有限公司」，英文名稱則由「Goldpoly New Energy Holdings Limited」更改為 「United Photovoltaics Group Limited」。
2015年5月13日聯合光伏與海潤光伏科技股份有限公司(“*ST海潤(600401.SH)”)達成協議,斥資88億元人民幣收購海潤光伏旗下17個光伏電站項目,總裝機容量930兆瓦,為全球單筆最大規模光伏電站收購。2016年交易宣佈告吹。
2014年至2015年，聯合光伏集團向姊妹公司新能源交易所（前稱「可再生能源交易有限公司」）收購位於中國各地的光伏發電站；部分光伏發電站，則是新能源交易所，向中國上市民企中利科技集團（簡稱：中利科技）用人民币2,000萬元購得。新能源交易所是聯合光伏集團的股東之一；招商局集團，與子公司招商新能源集團，是聯合光伏集團與新能源交易所的第一大股東。而聯合光伏集團的董事長李原，亦是新能源交易所的董事長、招商新能源集團董事兼第二大股東。
2017年5月17日，聯合光伏集團的中文和英文分別更名為「熊貓綠色能源集團有限公司」和「Panda Green Energy Group Limited」。
2020年京能集團增持熊貓綠能成為大股東。同年，公司公告發佈二零一九年經審核全年業績之進一步最新進度；及延遲寄發二零一九年年報|date=2020年5月13日|accessdate=2021年2月26日|publisher=熊貓綠能|via=香港交易所披露易網站}}</ref>
熊貓綠能其後改名北京能源國際控股有限公司。

## 原执行董事
前董事会主席李原（英文名 Alan Li 或 Li Alan ）从2014年初至2019年6月担任熊猫绿能的董事会主席兼执行董事、首席执行官、上市公司授权代表。2019年6月27日，李原辞去一切职务。。
2020年5月10日，熊猫绿能公司董事会收到公司常年核数师罗兵咸永道会计师事务所发出的信，指发现 2014-2017年有多笔巨额支付款去向需要解释。5月13日，董事会成立独立调查委员会。6月9日，聘请外部专业顾问毕马威企业咨询（中国）有限公司北京分公司进行调查。
初步调查结果于2020年7月19日公布。调查发现 当时的董事会主席 李原 口头指示 多次将几笔巨款以预付款名义汇出，包括港币5.98亿元、人民币5亿元以及其他几笔，收款人为李原 有关的几间公司，其中一间收款人 是曾在 Nasdaq 退市的公司 ：新能源交易所 New Energy Exchange Ltd (曾用上市符号CTDC,或 EBOD / EBODF”. 预付款的目的 是  收购 不存在的电站。毕马威的调查结果认为，在调查过程中相关人提供予调查委员会的某些重要文件是伪造。毕马威 建议 董事会 应向执法机关举报。
2020年9月28日 公司 在联交所网上公告， 当天已向香港警务处商业罪案调查科举报 预付按金事件，公司将协助商业罪案调查科调查。 （页面存档备份，存于）
2021年3月8日，中国著名的财新传媒 财新网 在金融我闻栏目 WeNews.Caixin.com 发表标题为“香港证监会彻查熊猫绿能与华融海外前高管占用上市公司资金自炒全亏”报道，香港证监会 及 香港警方 在2021年农历春节前2天，现场搜查，联合行动 拘捕了 李原 及另外4人，与套取上市公司资金与华融华侨董事长 杨弘炜 操作股价的事有关。在2月3日 查抄了杨弘炜原为董事长 的 华融海外投资控股有限公司 办公室，搜出证物中 包括 李原，李宏，陈育霞，程龙华 等 原是李原 员工的特定名片。 （页面存档备份，存于），
2021 年7月23日，香港联交所在网上发布要求协助追查3位董事下落 （页面存档备份，存于）即： 前执行董事兼董事会主席兼行政总裁 李原，前独立非执行董事 石定寰， 前独立非执行董事 姚建年。
截至2024年8月，香港联交所 的公开寻人 呼吁仍有效。  公开信息中也未有 刑事 或 民事 法律诉讼 的进一步信息。

## 連結
- 官方网站
- 舊官方網站